# Notoscyphus
Notoscyphus là một chi rêu trong họ Jungermanniaceae.